# L'adultera (film 1976)
L'adultera (Το αγκιστρι) è un film del 1976 diretto da Eric Andreou.
Il film, che ha per protagonisti Barbara Bouchet e Günther Stoll, è conosciuto anche con il titolo in inglese della versione internazionale The Hook.

## Trama
La bellissima Laura, in combutta con l'amante Nick, progetta di uccidere il ricco marito, Carlo. L'uomo, però, sorveglia da tempo la moglie infedele per tramite di alcune microspie e ribalta la situazione a suo favore, convincendo Nick a sparire e facendo sì che Laura venga sospettata per l'omicidio dell'uomo. Finirà in tragedia: Nick verrà ucciso da Carlo durante una colluttazione, mentre Laura e Carlo rimarranno imprigionati in un piccolo isolotto andando incontro a morte certa.